# Cor Steyn
Cornelis Gerardus Hendricus Steijn (beter bekend als Cor Steyn) (Leiden, 22 december 1906 - Hilversum, 17 november 1965) was een Nederlands musicus, die vooral bekendheid kreeg als medewerker van de VARA.
Cor Steyn was een muzikaal wonderkind: vanaf zijn vijfde kreeg hij piano- en vioollessen en al op twaalfjarige leeftijd deed hij in 1918 vervroegd toelatingsexamen van het Koninklijk Conservatorium in Den Haag. In 1920 begeleidde hij stomme film op de piano en trad hij voor het eerst op als concertpianist. Toen zijn vader door een ongeval arbeidsongeschikt raakte, brak de jonge Cor zijn studie af om als barpianist de kost voor het gezin te verdienen.
In 1932 trad hij in dienst van de VARA als pianist-accordeonist. Hij werd landelijk bekend als bespeler van het VARA-concertorgel. Vanaf 1935 verzorgde hij als organist ook de muzikale begeleiding van verscheidene artiesten (onder andere Willy Alberti) in het Amsterdamse City Theater.
Op 7 mei 1931 trad hij in het huwelijk met Hillechien Neuwitter. Met haar kreeg hij twee zonen.
Samen met Cor Lemaire schreef hij in 1939 de muziek voor de speelfilm Boefje. Tijdens de Tweede Wereldoorlog werkte hij van 1941 tot 1944 voor René Sleeswijks Snip en Snap-revue. Voor Willy Walden schreef hij de muziek bij het lied Als op het Leidseplein de lichtjes weer eens branden gaan, dat als een verkapt verzetslied gezien werd, hoewel de tekst geschreven was door Jacques van Tol. In 1944 ging de film Drie weken huisknecht, waarvoor hij de muziek schreef, in première.
Op 17 augustus 1945 scheidde hij van zijn eerste vrouw en al op 14 september 1945 trouwde hij met Rita Helen Wengler. Uit dit huwelijk werden twee zonen en één dochter geboren.
Na de bevrijding werkte Cor Steyn veel voor buitenlandse radiozenders, waardoor hij internationale faam verwierf. 
In 1949 kwam hij in vaste dienst bij de VARA, aanvankelijk als medewerker van de propaganda- en programmadienst, vanaf 1950 uitsluitend als verzorger van uitzendingen. Hij was de leider van het Rhytmisch Strijkorkest en het ensemble Zeven Man en een meisje. Op 23 oktober 1951 verscheen hij voor het eerst op televisie als pianist in het showprogramma van Cees de Lange. Vanaf 1955 werkte hij samen met Tom "Dorus" Manders, eerst op radio en televisie, later ook in het theater, onder andere in het programma Showboat. Veel bekende liedjes van Dorus werden gearrangeerd en begeleid door Cor Steyn, zoals de hit Twee motten. Cor Steyn werd door Dorus op humoristische wijze steevast "Meneer Cor Steyn" genoemd.
Na zijn werk met Tom Manders kreeg hij nog een aantal eigen programma's en was hij een van de bekendste bespelers van het Magic Organ. 
Op 17 november 1965 overleed hij op 58-jarige leeftijd aan een hartinfarct in Hilversum.

## Composities (gepubliceerd)
- Als op het Leidscheplein de lichtjes weer eens branden gaan (tekst: Bert van Eyck)
- The Amsterdam polka, voor akkoordinstrument
- De groote toovenaar (tekst: Piet Muyselaar
- Denk aan mij ... (tekst: Piet Muyselaar)
- Ford mars, voor piano
- Ik hou van jou (tekst: Wim Poppink & Cor Steyn)
- 't Mannetje in de rij (tekst: Bert van Eyck)
- Santa Marina / Geef mij maar Holland (tekst: Luciano Beretta / Stan Haag)